# Igor Petrovics Szemsov
Igor Petrovics Szemsov (Moszkva, Szovjetunió, 1978. április 6. –) orosz labdarúgó, aki jelenleg a Gyinamo Moszkvában játszik középpályásként. Az orosz válogatott tagjaként ott volt a 2002-es világbajnokságon, valamint a 2004-es, a 2008-as és a 2012-es Európa-bajnokságon.

## Pályafutása
Szemsov 1996-ban került fel a CSZKA Moszkva ifiakadémiájáról az első csapathoz. Nem tudott állandó helyet szerezni magának a kezdőben, ezért 1998-ban a Torpedo Moszkvához igazolt, ahol fontos játékossá vált. 2006-ban a Gyinamo Moszkvához szerződött. A 2008-as szezon végén nem tudott megegyezni a csapat vezetőivel, ezért 4,5 millió euróért a Zenyit Szankt-Petyerburghoz igazolt. Mindössze egy szezon után visszatért a Gyinamóhoz.

## Válogatott
Szemsov bekerült az oroszok 2002-es vb-re utazó keretébe. A tornán nem eredeti posztján, hanem balszélsőként kellett játszania, ezért gyenge teljesítményt nyújtott. A 2004-es Eb-re is behívót kapott, de csak az utolsó csoportmeccsen kapott lehetőséget, Oroszország pedig kiesett. Részt vett a 2008-as Európa-bajnokságon is. Első gólját 2009. augusztus 12-én, Argentína ellen szerezte. 2012. május 25-én behívót kapott a 2012-es Eb-re.

## Sikerei, díjai

### Zenyit Szankt-Petyerburg
- Orosz kupagyőztes: 2010

## Fordítás
- Ez a szócikk részben vagy egészben  az   Igor Semshov című angol Wikipédia-szócikk fordításán alapul.  Az eredeti cikk szerkesztőit annak laptörténete sorolja fel. Ez a jelzés csupán a megfogalmazás eredetét és a szerzői jogokat jelzi, nem szolgál a cikkben szereplő információk forrásmegjelöléseként.

## Külső hivatkozások
- Adatlapja a Premjer-liga honlapján Archiválva 2012. augusztus 2-i dátummal a Wayback Machine-ben